# Jean-Pierre Pernaut
Jean-Pierre Pernaut (Amiens, 8 april 1950 – Parijs, 2 maart 2022) was een Franse journalist.

## Journaal
Pernaut werd in 1988 presentator van het journaal van 13 uur op de Franse commerciële zender TF1. Hij volgde er Marie-Laure Augry en Yves Mourousi op. Pernaut had veel aandacht voor la France profonde, het rurale Frankrijk met reportages over landbouw, de visvangst en de jacht. Hij stond ook bekend als een kritische en gevatte interviewer. Zijn 13 uur-journaal haalde regelmatig meer dan vier miljoen kijkers en een marktaandeel van meer dan 40%. Op 18 december 2021 verzorgde hij zijn laatste uitzending en ging hij met pensioen. Hij werd opgevolgd door Marie-Sophie Lacarrau.

## Privé-leven
In 2007 hertrouwde Pernaut met Nathalie Marquay, een ex-Miss Frankrijk. Hij werd behandeld voor prostaatkanker en in 2021 meldde hij in de media dat hij leed aan longkanker. In juli 2021 werd hij geopereerd, maar acht maanden later overleed hij alsnog aan de gevolgen van zijn ziekte in een ziekenhuis in Parijs. Hij werd 71 jaar.

## Trivia
- Pernaut speelt een bescheiden rol in De kaart en het gebied (2010) van Michel Houellebecq, die ook zelf een personage is in deze roman.

- Bibliothèque nationale de France: cb12445263m (data)
- International Standard Name Identifier: 0000 0000 9875 9648
- Library of Congress Control Number: n2004055761
- Réseau des bibliothèques de Suisse occidentale: 02-A003682567
- Système universitaire de documentation: 033601844
- Virtual International Authority File: 146492705
- WorldCat: E39PBJrgGrygC9CCMYvHyyCWjC